# Sofi Helleday
Sofi Helleday, född 11 december 1968 i Vantörs församling, är en svensk skådespelare.

## Biografi
Helleday utbildade sig vid Teaterhögskolan i Malmö 1992-1995. Hon har därefter arbetat på Malmö Dramatiska Teater, Göteborgs Stadsteater och Stockholms stadsteater. Från 2014 har Helleday även undervisat i skådespeleri på Stillerska filmgymnasiet.
Historien om upptäckten av hennes verklige biologiske far och okända familj 2017 skildrade hon i den egna dokumentärfilmen Hemligheten med premiär 2023, i regi av Viktor Nordenskiöld.

## Filmografi
- 1996  – Torntuppen (TV-serie)
- 1999 – Lukas 8:18 (TV-serie)
- 2000 – Sjätte dagen (TV-serie)
- 2000 – Jalla! Jalla!
- 2001 – En ängels tålamod (TV-serie)
- 2003 – De drabbade (TV-serie)
- 2003 – Mellanrum (kortfilm)
- 2004 – Flickan som slutade ljuga (kortfilm)
- 2005 – Dagen till ära (kortfilm)
- 2007 – Ett gott parti (TV-serie)
- 2009 – Mannen under trappan (TV-serie)
- 2011 – Någon annanstans i Sverige
- 2013 – Julie
- 2013 – Vi är bäst!
- 2015 – Min hemlighet (TV-serie)
- 2016 – Förlåt Mamma! (kortfilm)
- 2016 – Stjärnfallet (kortfilm)
- 2017 – Sthlm Hunters (kortfilm)
- 2021 – Knutby (TV-serie)
- 2023 – Hemligheten (dokumentärfilm)

## Teater

### Roller (ej komplett)
| År   | Roll                 | Produktion                                                                                              | Regi                 | Teater                 |
| ---- | -------------------- | --- | -------------------- | ---------------------- |
| 1996 |                      | Maria Magdalena (Maria Magdalene) Friedrich Hebbel                                                      | Katrine Wiedemann    | Malmö stadsteater      |
| 1996 |                      | Timmen när vi inte visste något om varandra (Die Stunde da wir nichts voneinander wussten) Peter Handke | Kim Brandstrup       | Malmö stadsteater      |
| 1999 |                      | Den europeiska kritcirkeln (Der kaukasische Kreidekreis) Bertolt Brecht                                 | Jasenko Selimović    | Göteborgs stadsteater  |
| 2000 |                      | Molières Misantrop (Molières misanthrope) Botho Strauss                                                 | Alexa Ther           | Göteborgs stadsteater  |
| 2001 |                      | Albert Speer David Edgar                                                                                | Jasenko Selimović    | Göteborgs stadsteater  |
| 2003 |                      | Bron (Sild) Jan Tätte                                                                                   | Jaanus Rohumaa       | Göteborgs stadsteater  |
| 2003 | Aglaja               | Idioten (Идиот, Idiot) David Fishelson                                                                  | Alexander Mørk-Eidem | Stockholms stadsteater |
| 2004 | Dunjasja             | Körsbärsträdgården (Вишнёвый сад, Visjnjovyj sad) Anton Tjechov                                         | Lennart Hjulström    | Stockholms stadsteater |
| 2005 | Constanze Weber      | Amadeus Peter Shaffer                                                                                   | Staffan Aspegren     | Stockholms stadsteater |
| 2005 | Julia                | Balansgång (A Delicate Balance) Edward Albee                                                            | Björn Melander       | Stockholms stadsteater |
| 2005 | Vivan Hairsprayqueen | Jösses flickor – Återkomsten Malin Axelsson                                                             | Maria Löfgren        | Stockholms stadsteater |
| 2008 | Konstapel O'Hara     | Arsenik och gamla spetsar (Arsenic and Old Lace) Joseph Kesselring                                      | Eva Dahlman          | Stockholms stadsteater |
| 2012 | Dull Gret            | Top Girls Caryl Churchill                                                                               | Olof Hanson          | Stockholms stadsteater |
| 2013 | Fru Roth             | Martyrer (Märtyrer) Marius von Mayenburg                                                                | Dritëro Kasapi       | Stockholms stadsteater |
| 2019 | Lady                 | Orfeus stiger ner (Orpheus descending) Tennessee Williams                                               | Runar Hodne          | Dramaten               |

### Fotnoter
1. 1 2 3  Sveriges befolkning
1990:
Helleday, Sofie Teresia
2. ↑  ”Sofi Helleday”. Svensk Filmdatabas. http://www.sfi.se/sv/svensk-filmdatabas/Item/?type=PERSON&itemid=228613&ref=%2ftemplates%2fSwedishFilmSearchResult.aspx%3fid%3d1225%26epslanguage%3dsv%26searchword%3dSofi+Ahlstr%C3%B6m-Helleday%26type%3dPerson%26match%3dBegin%26page%3d1%26prom%3dFalse. Läst 18 september 2012.
3. ↑  ”Sofi Helleday”. Stockholms stadsteater. http://www.stadsteatern.stockholm.se/medverkande/medverkande.asp?id=4821. Läst 16 juli 2016.
4. ↑  ”Sofi Helleday”. IMDb.com. Arkiverad från originalet den 5 mars 2014. https://web.archive.org/web/20140305113059/http://akas.imdb.com/name/nm0375246/bio. Läst 18 september 2012.
5. ↑  Tempo, 9 mars 2023, "Hemligheten"
6. ↑  Allas, 7 juli 2019, "Skådespelaren Sofi Helleday hittade sin pappa efter 49 år"